# Marie Curie (traghetto)
Il Marie Curie è un traghetto appartenente alla compagnia di navigazione spagnola Baleària.

## Servizio
Varato nel febbraio del 2018 nei Cantiere navale Visentini di Porto Viro con il nome di Marie Curie e consegnato nel luglio alla Baleària, prende  nello stesso mese nei collegamenti da Barcellona e Valencia a Ibiza e Palma di Maiorca, dove opera tutt'oggi.

## Navi gemelle
- Sorrento
- Catania
- Florencia
- Ciudad de Cadiz
- Stena Scandica
- Stena Baltica
- Stena Horizon
- Corfù
- Connemara
- Ciudad de Palma
- Stena Flavia
- GNV Sealand
- Norman Atlantic
- Livia (ex Stena Livia)
- Cartour Delta
- Epsilon
- Hedy Lamarr
- Hypatia De Alejandria
- GNV Bridge